# Боб Свіні
Роберт Свіні (Суїні) (англ. Bob Sweeney; нар. 25 січня 1964, м. Конкорд, США) — американський хокеїст, центральний нападник.
Виступав за Бостонський коледж (NCAA), «Бостон Брюїнс», «Монктон Голден-Флеймс» (АХЛ), «Мен Марінерс» (АХЛ), «Баффало Сейбрс», «Нью-Йорк Айлендерс», «Калгарі Флеймс», «Квебек Рафаль» (ІХЛ), «Рефірлевен» (Обергаузен), «Франкфурт Лайонс», «Мюнхен Баронс».
В чемпіонатах НХЛ — 639 матчів (125+163), у турнірах Кубка Стенлі — 103 матчі (15+18). У чемпіонатах Німеччини — 163 матчі (34+65), у плей-оф — 31 матч (5+9).
У складі національної збірної США учасник чемпіонату світу 1999 (3 матчі, 1+1).
Досягнення
- Чемпіон Німеччини (2000).